# Peter Gorsen
Peter Gorsen (* 16. November 1933 in Danzig; † 8. November 2017 in Wien) war ein österreichischer Kunstwissenschaftler.

## Leben
Peter Gorsen studierte an der Universität Frankfurt die Fächer Philosophie, Psychologie und Kunstwissenschaft. Im Jahr 1965 wurde er mit seiner Dissertation zur Phänomenologie des Bewußtseinsstroms zum Dr. phil. bei Theodor W. Adorno und Jürgen Habermas promoviert. Nach seiner Promotion übernahm Gorsen einen Lehrauftrag für Literatur und Soziologie an der Universität Frankfurt. Von 1973 bis 1976 war er Dozent für Kunst und visuelle Kommunikation an der Universität Gießen.
Von 1977 bis zu seiner Emeritierung am 30. September 2002 lehrte er als Professor für Kunstgeschichte an der Universität für angewandte Kunst Wien. Dort leitete er von 1996 bis 1998 das Institut für Museologie.

## Wirken
Ab 1980 betrieb Gorsen interdisziplinäre Forschung und Lehre zum umfangreichen Themenkomplex Kunst und Krankheit. Dadurch konnte sein Werk an die Tradition einer kunstwissenschaftlichen Hermeneutik von Raymond Klibansky, Erwin Panofsky und Fritz Saxl anschließen. Spezielle Themenschwerpunkte bearbeitete er auch in der Psychohistorie, Ästhetik, Psychiatrie und Art brut. Von dessen Beginn an beobachtete und beschrieb Gorsen den etwa zehn Jahre existierenden Wiener Aktionismus. 
Im Jahr 2010 wurde er mit der Hans-Prinzhorn-Medaille geehrt.

## Veröffentlichungen (Auswahl)
- Friedrich Schröder Sonnenstern. Eine Interpretation. Von Sydow-Zirkwitz, Frankfurt am Main 1962.
- Zur Phänomenologie des Bewußtseinsstroms. Bergson, Dilthey, Husserl, Simmel und die Lebensphilosophischen Antinomien. (Dissertation Universität Frankfurt). Bouvier, Bonn 1966.
- Das Prinzip Obszön. Kunst, Pornographie und Gesellschaft. Rowohlt, Reinbek 1969.
- Sexualästhetik. Zur bürgerlichen Rezeption von Obszönität und Pornographie. (Gewidmet Hans Giese). Rowohlt, Reinbek 1972, ISBN 3-499-25007-1.
- Kunst und Krankheit. Metamorphosen der ästhetischen Einbildungskraft. Europäische Verlagsanstalt, Frankfurt am Main 1980.
- Transformierte Alltäglichkeit oder Transzendenz der Kunst. Syndikat, Frankfurt am Main 1981, ISBN 3-434-00466-1.
- Salvador Dalí, der kritische Paranoiker. Europäische Verlagsanstalt, Frankfurt am Main 1983.
- Von Chaos und Ordnung der Seele. Ein interdisziplinärer Dialog über Psychiatrie und moderne Kunst. (Mit Otto Benkert). Springer, Berlin et al. 1990.
- Attersee – Werkverzeichnis 1963–1994. Residenz, Salzburg 1994.
- Karl Junker 1850–1912. Das Haus in Lemgo. In: Ingried Brugger, Peter Gorsen, Klaus Albrecht Schröder (Hrsg.): Kunst & Wahn. DuMont, Köln. 1997. S. 283–289, ISBN 3-7701-4274-8.
- Jenseits der Anatomie. Marionette und Übermensch im Werk von Kleist und Bellmer. Heilbronn, 2001.
- Gottfried Helnwein, der Künstler als Aggressor und vermaledeiter Moralist. Albertina, Wien, Ausstellungskatalog, 1985.[3]
- Zur Problematik der Archetypen in der Kunstgeschichte. Carl Gustav Jung und Aby Warburg. In: Kunstforum international Bd. 127/1994, S. 238–249.
- Der Eintritt des Mediumismus in die Kunstgeschichte. In: The Message. Kunst und Okkultismus. Hrsg. v. Claudia Dichter, Hans Günter Golinski, Michael Krajewski, Susanne Zander. König, Köln 2007, S. 17–32, ISBN 978-3-86560-342-5.
- Das Nachleben des Wiener Aktionismus. Interpretationen und Einlassungen seit 1969. Ritter, Klagenfurt 2008 ISBN 978-3-85415-419-8
- Friedrich Schröder-Sonnenstern und sein Kosmos (Gemeinsam mit Klaus Ferentschik). Parthas Verlag, Berlin 2013, ISBN 978-3-86964-069-3.
- Der gekreuzigte Eros. Zur Künstler-Metaphysik von Pierre Molinier und Hermann Nitsch, herausgegeben von Wolfgang Koch. Hollitzer Verlag, Wien 2023, ISBN 978-3-99094-035-8.